# Jargeau
Jargeau és un municipi francès, situat al departament del Loiret i a la regió de Centre – Vall del Loira. L'any 2007 tenia 4.332 habitants.

## Demografia

### Població
El 2007 la població de fet de Jargeau era de 4.332 persones. Hi havia 1.720 famílies, de les quals 508 eren unipersonals (224 homes vivint sols i 284 dones vivint soles), 476 parelles sense fills, 592 parelles amb fills i 144 famílies monoparentals amb fills.
La població ha evolucionat segons el següent gràfic:
Habitants censats

### Habitatges
El 2007 hi havia 1.952 habitatges, 1.760 eren l'habitatge principal de la família, 62 eren segones residències i 130 estaven desocupats. 1.487 eren cases i 447 eren apartaments. Dels 1.760 habitatges principals, 1.139 estaven ocupats pels seus propietaris, 578 estaven llogats i ocupats pels llogaters i 43 estaven cedits a títol gratuït; 58 tenien una cambra, 184 en tenien dues, 327 en tenien tres, 457 en tenien quatre i 734 en tenien cinc o més. 1.233 habitatges disposaven pel capbaix d'una plaça de pàrquing. A 793 habitatges hi havia un automòbil i a 752 n'hi havia dos o més.

### Piràmide de població
La piràmide de població per edats i sexe el 2009 era:
| Homes | Edats   | Dones |
| ----- | ------- | ----- |
| 4     | 95 o +  | 8     |
| 4     | 90 a 94 | 28    |
| 32    | 85 a 89 | 52    |
| 36    | 80 a 84 | 20    |
| 60    | 75 a 79 | 96    |
| 72    | 70 a 74 | 84    |
| 72    | 65 a 69 | 88    |
| 92    | 60 a 64 | 100   |
| 128   | 55 a 59 | 116   |
| 116   | 50 a 54 | 136   |
| 176   | 45 a 49 | 116   |
| 100   | 40 a 44 | 128   |
| 164   | 35 a 39 | 144   |
| 108   | 30 a 34 | 144   |
| 172   | 25 a 29 | 136   |
| 96    | 20 a 24 | 112   |
| 116   | 15 a 19 | 136   |
| 120   | 10 a 14 | 140   |
| 140   | 5 a 9   | 96    |
| 100   | 0 a 4   | 124   |

## Economia
El 2007 la població en edat de treballar era de 2.711 persones, 2.052 eren actives i 659 eren inactives. De les 2.052 persones actives 1.887 estaven ocupades (1.007 homes i 880 dones) i 165 estaven aturades (80 homes i 85 dones). De les 659 persones inactives 210 estaven jubilades, 235 estaven estudiant i 214 estaven classificades com a «altres inactius».

### Ingressos
El 2009 a Jargeau hi havia 1.824 unitats fiscals que integraven 4.550,5 persones, la mediana anual d'ingressos fiscals per persona era de 19.285 €.

### Activitats econòmiques
Dels 215 establiments que hi havia el 2007, 1 era d'una empresa extractiva, 5 d'empreses alimentàries, 1 d'una empresa de fabricació de material elèctric, 2 d'empreses de fabricació d'elements pel transport, 11 d'empreses de fabricació d'altres productes industrials, 40 d'empreses de construcció, 52 d'empreses de comerç i reparació d'automòbils, 8 d'empreses de transport, 12 d'empreses d'hostatgeria i restauració, 2 d'empreses d'informació i comunicació, 8 d'empreses financeres, 11 d'empreses immobiliàries, 21 d'empreses de serveis, 25 d'entitats de l'administració pública i 16 d'empreses classificades com a «altres activitats de serveis».
Dels 78 establiments de servei als particulars que hi havia el 2009, 1 era una oficina d'administració d'Hisenda pública, 1 gendarmeria, 1 oficina de correu, 3 oficines bancàries, 1 funerària, 8 tallers de reparació d'automòbils i de material agrícola, 1 taller d'inspecció tècnica de vehicles, 2 autoescoles, 10 paletes, 8 guixaires pintors, 3 fusteries, 9 lampisteries, 4 electricistes, 3 empreses de construcció, 5 perruqueries, 1 veterinari, 8 restaurants, 5 agències immobiliàries, 1 tintoreria i 3 salons de bellesa.
Dels 23 establiments comercials que hi havia el 2009, 1 era un hipermercat, 1 un supermercat, 2 fleques, 3 carnisseries, 1 una botiga de congelats, 1 una peixateria, 5 botigues de roba, 1 una botiga d'equipament de la llar, 1 una sabateria, 1 una botiga d'electrodomèstics, 1 una botiga de mobles, 1 una botiga de material de revestiment de parets i terra, 1 una perfumeria i 3 floristeries.
L'any 2000 a Jargeau hi havia 21 explotacions agrícoles que ocupaven un total de 240 hectàrees.

## Equipaments sanitaris i escolars
Els 2 equipaments sanitaris que hi havia el 2009 eren farmàcies.
El 2009 hi havia 1 escola maternal i 2 escoles elementals. Jargeau disposava d'un col·legi d'educació secundària amb 533 alumnes.

## Poblacions més properes
El següent diagrama mostra les poblacions més properes.